# New York Knicks 2014-2015
La stagione 2014-15 dei New York Knicks fu la 69ª nella NBA per la franchigia.
I New York Knicks arrivarono quinti nella Atlantic Division con un record di 17-65, non qualificandosi per i play-off.

## Scelta draft
| Giro | Chiamata | Giocatore              | Ruolo | Nazionalità | College/Club          |
| ---- | -------- | ---------------------- | ----- | ----------- | --------------------- |
| 2    | 34       | Cleanthony Early       | AP    | Stati Uniti | WSU Shockers          |
| 2    | 51       | Thanasīs Antetokounmpo | AP    | Grecia      | Delaware 87ers (NBDL) |

### Arrivi/partenze
Mercato e scambi avvenuti durante la stagione:
Arrivi
| N° | Naz.                   | Ruolo | Sportivo          | Anno | Alt. | Peso |  |
| -- | ---------------------- | ----- | ----------------- | ---- | ---- | ---- |  |
| -  | Francia (bandiera)     | C     | Louis Labeyrie    | 1992 | 205  | 100  |  |
| 0  | Stati Uniti (bandiera) | P     | Shane Larkin      | 1992 | 180  | 80   |  |
| 1  | Russia (bandiera)      | P     | Aleksej Šved      | 1988 | 198  | 86   |  |
| 2  | Stati Uniti (bandiera) | P     | Langston Galloway | 1991 | 188  | 92   |  |
| 2  | Stati Uniti (bandiera) | G     | Wayne Ellington   | 1987 | 193  | 91   |  |
| 3  | Spagna (bandiera)      | P     | José Calderón     | 1981 | 191  | 95   |  |
| 4  | Stati Uniti (bandiera) | A     | Quincy Acy        | 1990 | 201  | 102  |  |
| 11 | Canada (bandiera)      | C     | Samuel Dalembert  | 1981 | 211  | 114  |  |
| 14 | Stati Uniti (bandiera) | AC    | Jason Smith       | 1986 | 213  | 109  |  |
| 21 | Stati Uniti (bandiera) | AC    | Lou Amundson      | 1982 | 206  | 102  |  |
| 42 | Stati Uniti (bandiera) | A     | Lance Thomas      | 1988 | 203  | 102  |  |

Partenze
| N° | Naz.                   | Ruolo | Sportivo               | Anno | Alt. | Peso |       |
| -- | ---------------------- | ----- | ---------------------- | ---- | ---- | ---- | ----- |
| -  | Francia (bandiera)     | C     | Louis Labeyrie         | 1992 | 205  | 100  |       |
| 0  | Stati Uniti (bandiera) | A     | Earl Clark             | 1988 | 208  | 102  |       |
| 0  | Stati Uniti (bandiera) | A     | Chris Smith            | 1987 | 188  | 91   |       |
| 1  | Stati Uniti (bandiera) | AC    | Amar'e Stoudemire      | 1982 | 208  | 111  |       |
| 2  | Stati Uniti (bandiera) | G     | Wayne Ellington        | 1987 | 193  | 91   |       |
| 2  | Stati Uniti (bandiera) | P     | Raymond Felton         | 1984 | 185  | 90   |       |
| 3  | Stati Uniti (bandiera) | A     | Kenyon Martin          | 1977 | 206  | 106  |       |
| 4  | Stati Uniti (bandiera) | C     | Jeremy Tyler           | 1991 | 208  | 118  |       |
| 6  | Stati Uniti (bandiera) | C     | Tyson Chandler         | 1982 | 216  | 107  |       |
| 8  | Stati Uniti (bandiera) | G     | J.R. Smith             | 1985 | 198  | 100  |       |
| 9  | Argentina (bandiera)   | P     | Pablo Prigioni         | 1977 | 191  | 82   |       |
| 11 | Canada (bandiera)      | C     | Samuel Dalembert       | 1981 | 211  | 114  |       |
| 18 | Slovenia (bandiera)    | P     | Beno Udrih             | 1982 | 191  | 93   |       |
| 21 | Stati Uniti (bandiera) | G     | Iman Shumpert          | 1990 | 196  | 96   |       |
| 23 | Stati Uniti (bandiera) | G     | Toure' Murry           | 1989 | 196  | 88   |       |
| 26 | Stati Uniti (bandiera) | G     | Shannon Brown          | 1985 | 193  | 93   |       |
| 43 | Grecia (bandiera)      | A     | Thanasīs Antetokounmpo | 1992 | 201  | 93   | [ 1 ] |
| 51 | Stati Uniti (bandiera) | A     | Metta World Peace      | 1979 | 198  | 111  |       |

## Roster
| N° | Naz.                   | Ruolo | Sportivo          | Anno | Alt. | Peso |  |
| -- | ---------------------- | ----- | ----------------- | ---- | ---- | ---- |  |
| 0  | Stati Uniti (bandiera) | P     | Shane Larkin      | 1992 | 180  | 80   |  |
| 1  | Stati Uniti (bandiera) | AC    | Amar'e Stoudemire | 1982 | 208  | 111  |  |
| 1  | Russia (bandiera)      | G     | Aleksej Šved      | 1988 | 198  | 86   |  |
| 2  | Stati Uniti (bandiera) | P     | Langston Galloway | 1991 | 188  | 92   |  |
| 3  | Spagna (bandiera)      | P     | José Calderón     | 1981 | 191  | 95   |  |
| 4  | Stati Uniti (bandiera) | A     | Quincy Acy        | 1990 | 201  | 102  |  |
| 5  | Stati Uniti (bandiera) | G     | Tim Hardaway      | 1992 | 198  | 93   |  |
| 6  | Stati Uniti (bandiera) | A     | Travis Wear       | 1990 | 208  | 104  |  |
| 7  | Stati Uniti (bandiera) | A     | Carmelo Anthony   | 1984 | 203  | 104  |  |
| 8  | Stati Uniti (bandiera) | GA    | J.R. Smith        | 1985 | 198  | 100  |  |
| 9  | Argentina (bandiera)   | P     | Pablo Prigioni    | 1977 | 191  | 82   |  |
| 11 | Canada (bandiera)      | C     | Samuel Dalembert  | 1981 | 211  | 113  |  |
| 11 | Stati Uniti (bandiera) | G     | Ricky Ledo        | 1992 | 201  | 88   |  |
| 14 | Stati Uniti (bandiera) | C     | Jason Smith       | 1986 | 213  | 109  |  |
| 17 | Stati Uniti (bandiera) | A     | Cleanthony Early  | 1991 | 203  | 99   |  |
| 21 | Stati Uniti (bandiera) | A     | Lou Amundson      | 1982 | 206  | 102  |  |
| 21 | Stati Uniti (bandiera) | G     | Iman Shumpert     | 1990 | 196  | 96   |  |
| 42 | Stati Uniti (bandiera) | A     | Lance Thomas      | 1988 | 203  | 102  |  |
| 45 | Stati Uniti (bandiera) | C     | Cole Aldrich      | 1988 | 211  | 111  |  |
| 77 | Italia (bandiera)      | AC    | Andrea Bargnani   | 1985 | 213  | 113  |  |

## Staff tecnico
- Allenatore: Derek Fisher
- Vice-allenatori: Kurt Rambis, Jim Cleamons, Brian Keefe, Rasheed Hazzard
- Vice-allenatore per lo sviluppo dei giocatori: Joshua Longstaff
- Preparatore atletico: Roger Hinds
- Assistente preparatore: Anthony Goenaga

## Preseason

### Las Vegas NBA Summer League
| Arbitri: | Matt Boland Brett Nansel Jeff Wooten |

|          |          |             |
| James 15 | Punti    | 25 Hardaway |
| James 10 | Assist   | 14 Aldrich  |
| Mekel 4  | Rimbalzi | 5 Larkin    |

| Arbitri: | Kevin Cutler Brandon Hiers Joseph Bissang |

|                     |          |                    |
| Hardaway 20         | Punti    | 17 Robinson        |
| Early 3             | Assist   | 5 Brown            |
| Henriquez, Larkin 7 | Rimbalzi | 7 Barton, Robinson |

| Arbitri: | Matt Boland Sir Allen Conner Kip Kissinger |

|                                      |          |                   |
| Hairston, Zeller 18                  | Punti    | 19 Jeremy Tyler   |
| Vonleh, Hairston, McConnell, Dyson 2 | Assist   | 3 Tyler, Hardaway |
| Vonleh 5                             | Rimbalzi | 8 Tyler, Moore    |

| Arbitri: | Haywoode Workman Tyler Ford Lauren Holtkamp |

|             |          |           |
| Hardaway 25 | Punti    | Mitchell  |
| Larkin 5    | Assist   | 6 Kelley  |
| Moore 7     | Rimbalzi | 9 Lockett |

#### Quarti di finale
| Arbitri: | Brent Barnaky Scott Bolnick Dedric Taylor |

|                 |          |             |
| Hardaway 27     | Punti    | 16 Brownlee |
| Tyler, Larkin 3 | Assist   | 6 McConnell |
| Early 10        | Rimbalzi | 10 Vonleh   |